# Anarete pilipennis
Anarete pilipennis är en tvåvingeart som först beskrevs av Gabriel Strobl 1910.  Anarete pilipennis ingår i släktet Anarete och familjen gallmyggor.
Artens utbredningsområde är Österrike. Inga underarter finns listade i Catalogue of Life.